# Villeneuve VD
| VD ist das Kürzel für den Kanton Waadt in der Schweiz. Es wird verwendet, um Verwechslungen mit anderen Einträgen des Namens Villeneuve zu vermeiden. |

Villeneuve ist eine politische Gemeinde im Distrikt Aigle des Kantons Waadt in der Schweiz. Der frühere deutsche Name Neuenstadt am Genfersee wird heute nicht mehr verwendet.

## Geographie
Villeneuve liegt auf 375 m ü. M., 9 km nordnordwestlich des Bezirkshauptortes Aigle und 4 km südlich der Stadt Montreux (Luftlinie). Das historische Städtchen erstreckt sich am Ostufer des Genfersees, rechts der Mündung der Eau Froide, am Rand der Rhoneebene und am Fuss der Waadtländer Voralpen.
Die Fläche des 32,1 km² grossen Gemeindegebiets umfasst einen Abschnitt am Ostufer des Genfersees (rund 1,5 km Seeuferlänge) und der Waadtländer Alpen. Die westliche Grenze bilden das Seeufer und der Unterlauf der kanalisierten Eau Froide; hier hat Villeneuve einen kleinen Anteil an der Rhôneebene. Im Süden reicht das Gebiet über den äusserst steilen Wald- und Felshang des Mont d'Arvel bis an den Oberlauf des Bergbachs Eau Froide.
Nach Osten erstreckt sich der Gemeindeboden in das stark reliefierte Gebiet der Waadtländer Voralpen beidseits des Tals des Wildbachs Tinière. Dieser Bach, der mit einem Schuttkegel nördlich von Villeneuve in den Genfersee mündet, wird im Süden von der Bergkette Malatraix und Pointe d'Aveneyre (2027 m ü. M.), im Osten vom Passübergang Col de Chaude (1622 m ü. M.) und im Norden von Les Dentaux (1715 m ü. M.) und Rochers de Naye (mit 2042 m ü. M. der höchste Punkt von Villeneuve) eingefasst. Bei den Rochers de Naye liegt der 1896 begründete Alpengarten Rambertia. Östlich des Col de Chaude umfasst das Gebiet die Alp Chaude im Tal des Ruisseau de Chaude zwischen zwei Berggraten von Rochers de Naye und Pointe d'Aveneyre. Diese Alp liegt, wie auch das Gebiet von Ayerne bereits jenseits der europäischen Hauptwasserscheide im Einzugsbereich des Rheins. In einem schmalen Zipfel reicht das Gemeindegebiet im Osten bis zu den Staumauern des Lac de l’Hongrin, der durch den Hongrin zur Saane entwässert wird. Von der Gemeindefläche entfielen 1997 8 % auf Siedlungen, 53 % auf Wald und Gehölze, 26 % auf Landwirtschaft und etwas mehr als 13 % war unproduktives Land.
Zu Villeneuve gehören das ausgedehnte Gewerbe- und Industriegebiet in der Ebene am Fuss des Mont d'Arvel südöstlich des Städtchens, der südliche Teil der Siedlung Grandchamp an der Grenze zu Veytaux, die Weiler Le Crêt (439 m ü. M.) und Valeyre (485 m ü. M.) auf dem Schuttkegel der Tinière, Plan Cudrey (595 m ü. M.) im Tal der Tinière sowie einige Einzelhöfe. Nachbargemeinden von Villeneuve sind Veytaux, Rossinière, Château-d’Oex, Ormont-Dessous, Corbeyrier, Roche, Rennaz und Noville.

## Bevölkerung
Mit 6052 Einwohnern (Stand 31. Dezember 2023) gehört Villeneuve zu den mittelgrossen Gemeinden des Kantons Waadt. Von den Bewohnern sind 79,5 % französischsprachig, 4,7 % deutschsprachig und 4,1 % italienischsprachig (Stand 2000). Die Bevölkerungszahl von Villeneuve belief sich 1900 auf 1751 Einwohner. Im Verlauf des 20. Jahrhunderts nahm die Bevölkerungszahl bis 1960 (2366 Einwohner) kontinuierlich zu. Besonders während der 1960er Jahre wurde ein starkes Bevölkerungswachstum verzeichnet (1970 bereits 3705 Einwohner). Nach einem vorübergehenden Rückgang wurde seit 1980 wieder eine leichte Zunahme beobachtet.

## Wirtschaft

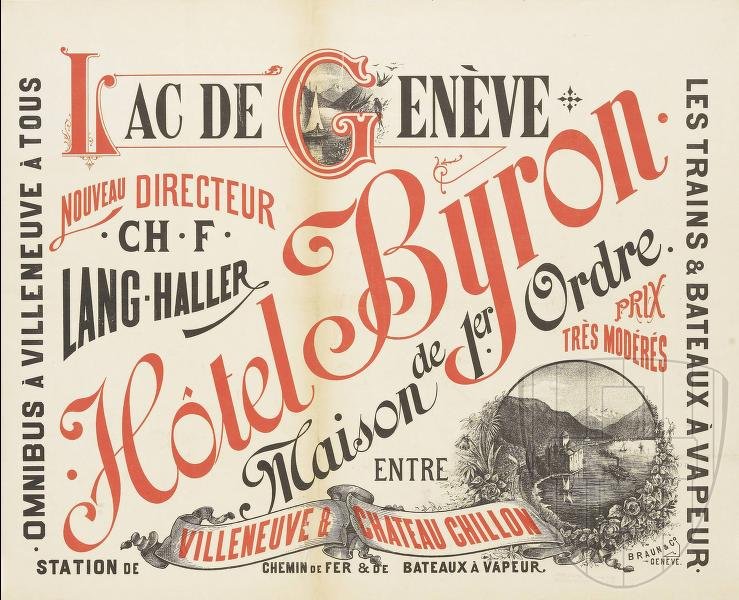
Werbung für das Hôtel Byron in Villeneuve

Villeneuve lebte seit dem Mittelalter vom Handelsverkehr auf der Rhônetalstrasse und vom Schiffsverkehr auf dem Genfersee. Es war lange Zeit ein agrarisch geprägtes Städtchen, in dem die landwirtschaftlichen Produkte des Umlandes verarbeitet und in den Handel gebracht wurden. In der ersten Hälfte des 19. Jahrhunderts geriet auch Villeneuve in den Sog des aufkommenden Fremdenverkehrs an der Waadtländer Riviera. Als erstes Hotel wurde im Jahr 1841 das Hôtel Byron am Seeufer eröffnet.
Heute hat die Landwirtschaft nur noch eine geringe Bedeutung in der Erwerbsstruktur der Bevölkerung. Auf dem Schuttkegel der Tinière wird auf einer Fläche von rund 50 ha Weinbau betrieben, während sich die höheren Lagen für Viehzucht und Milchwirtschaft eignen. Eine wichtige Rolle spielt hingegen der industrielle Sektor. Am Fuss des Mont d'Arvel befinden sich Steinbrüche, in denen Werksteinblöcke (Marbre d'Arvel) des hier anstehenden Echinodermen-Kalksteins abgebaut wurden und in denen heute vorrangig Schotter für Gleisanlagen gewonnen wird. Das Gestein kam für vereinzelte bildhauerische Objekte und die Fassadengestaltung vieler Gebäude in der Region Lausanne, aber auch im Bundeshaus in Bern für die Innendekoration, beispielsweise am Rustikamauerwerk des Sockels der Rütligruppe, zur Anwendung.
Das Gewerbe- und Industriegebiet in der Ebene zwischen Eisenbahn und Autobahn umfasst auch feinmechanische Werkstätten, Eisenhandel, Fensterfabrikation sowie Getränke- und Möbelindustrie. Zahlreiche weitere Arbeitsplätze sind im Dienstleistungssektor (darunter in der Hotellerie und im Gastgewerbe) vorhanden.
In den letzten Jahrzehnten entstanden vor allem auf der nördlichen Seite des Schuttkegels der Tinière neue Einfamilienhausquartiere. Villeneuve hat sich dank seiner attraktiven Lage auch zu einer Wohngemeinde entwickelt. Zahlreiche Erwerbstätige sind deshalb Wegpendler, die hauptsächlich in der Region Vevey-Montreux arbeiten.

## Verkehr

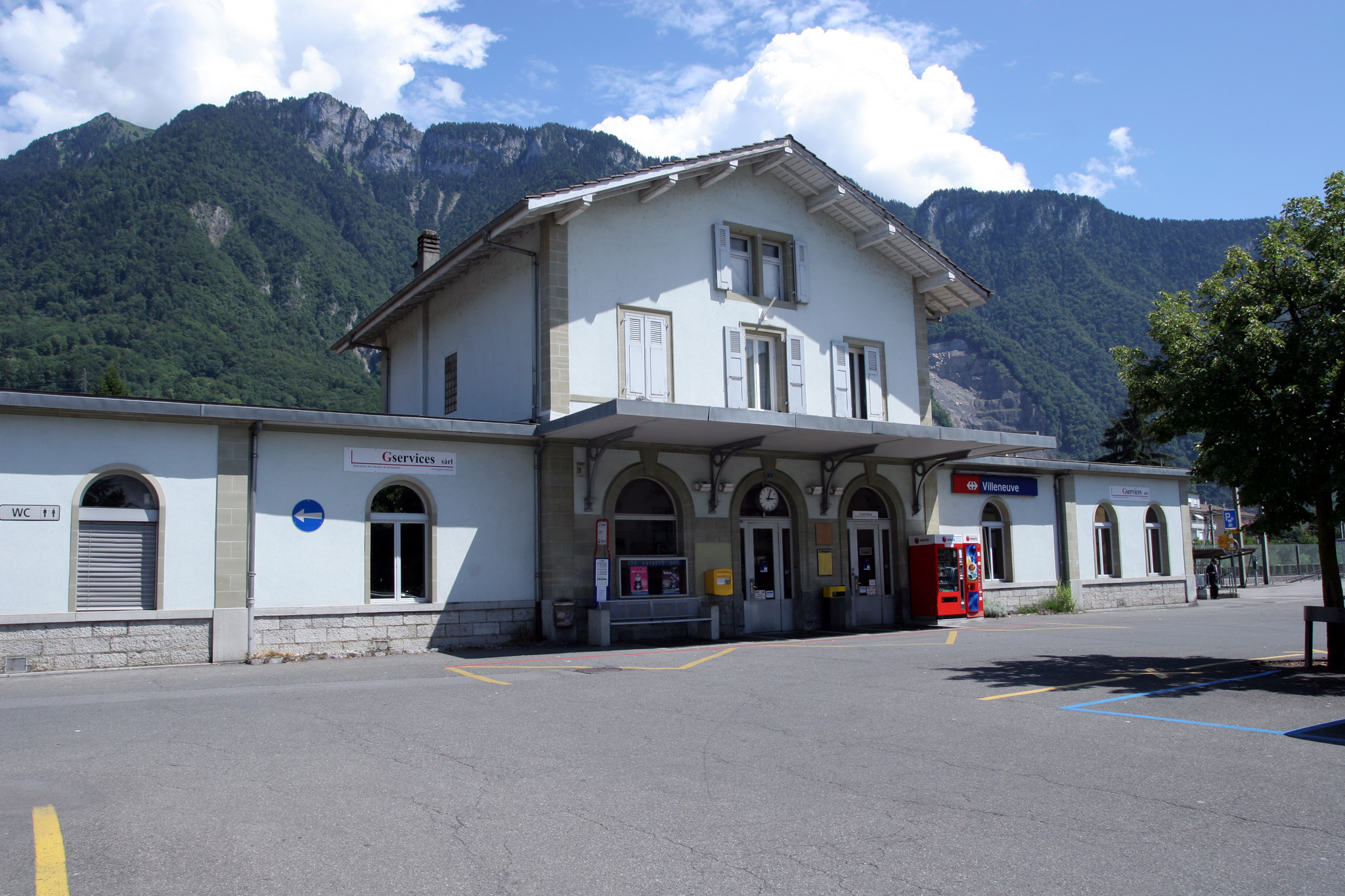
Bahnhof in Villeneuve

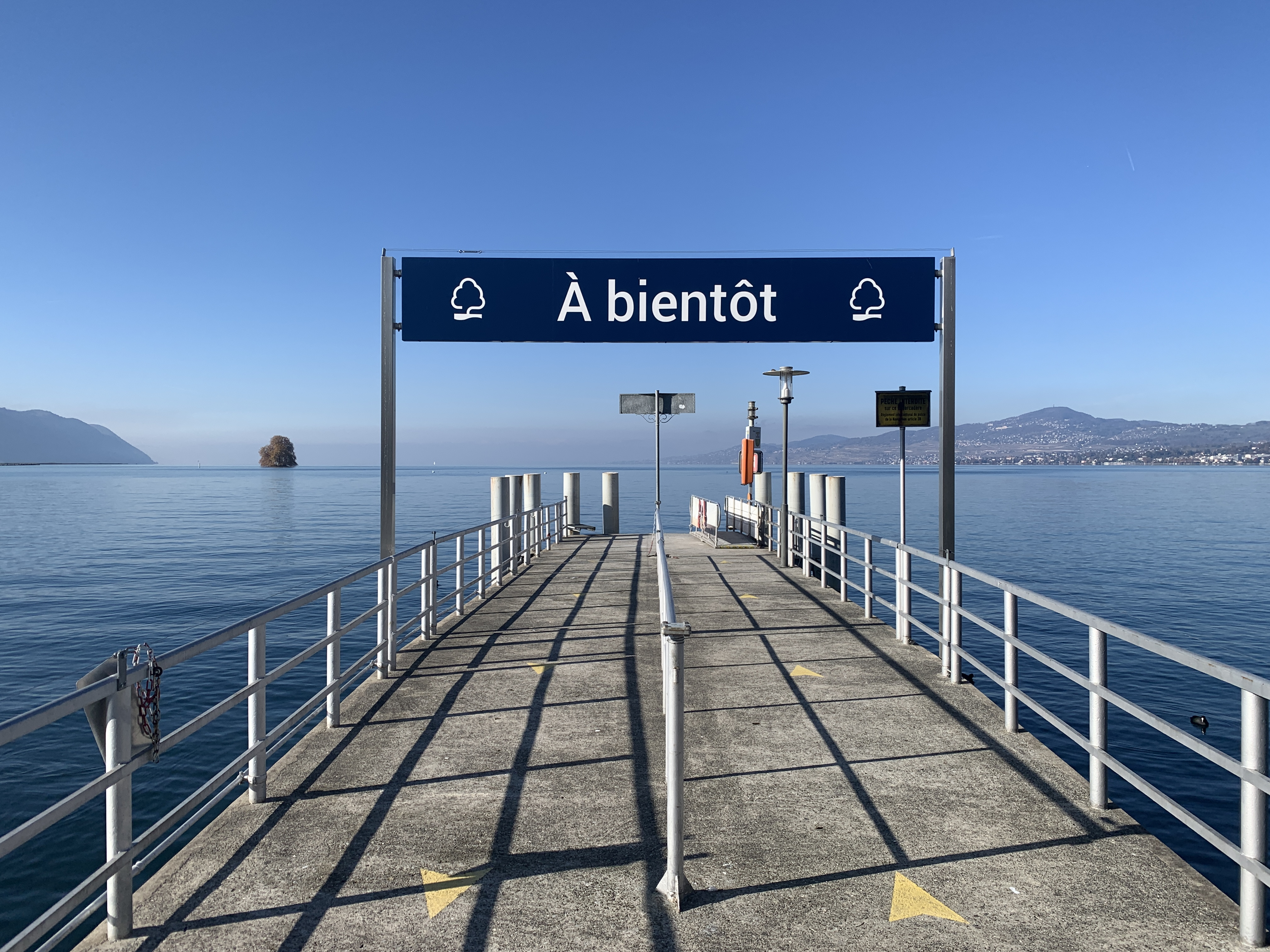
Linienschiffs-Anlegestation Villeneuve

Die Gemeinde ist verkehrstechnisch sehr gut erschlossen. Sie liegt an der Hauptstrasse 9, die von Lausanne via Montreux ins Wallis führt. Der nächste Autobahnanschluss an die 1970 eröffnete A9 (Lausanne-Sion), welche das Gemeindegebiet durchquert, ist rund zwei Kilometer vom Ortskern entfernt.
Am 10. Juni 1857 wurde der Abschnitt Villeneuve-Bex der Bahnlinie von Lausanne ins Wallis eröffnet. Rund vier Jahre später, am 2. April 1861 wurde auch die nördliche Fortsetzung der Strecke nach Lausanne in Betrieb genommen.
Ende 1900 wurden zwischen Chillon und Villeneuve Vorführfahrten mit einem Elektromobil durchgeführt. Dies war der erste Einsatz eines Trolleybus in der Schweiz. Ab 1903 wurde die Strecke durch die Tramway Chillon–Byron–Villeneuve befahren. Diese wiederum wurde 1958 durch den Trolleybus Vevey–Villeneuve abgelöst, der von der Verkehrsgesellschaft Transports publics Vevey–Montreux–Chillon–Villeneuve (VMCV) betrieben wird. Für die Feinverteilung im öffentlichen Verkehr sorgt auch die Buslinie von Villeneuve nach Vouvry. Des Weiteren ist Villeneuve durch die Personenschifffahrt auf dem Genfersee mit zahlreichen anderen Seegemeinden verbunden.

## Geschichte
Villeneuve kann auf eine sehr lange Siedlungsgeschichte zurückblicken. Im Gebiet von Le Châtelard östlich von Villeneuve wurden in der Grotte du Scex Siedlungsspuren vom Ende des Paläolithikums entdeckt. Es sind die ältesten Zeugnisse menschlicher Aktivität auf dem Kantonsgebiet der Waadt. Zur Zeit der Kelten befand sich hier die Siedlung Pennelucos, die auch zur Römerzeit bewohnt war. Damals lag sie an der wichtigen Handelsstrasse, die von Aventicum (Avenches) via Octodurum (Martigny) über den Grossen Sankt Bernhard nach Italien führte. Aus der römischen Zeitepoche sind allerdings kaum Überreste vorhanden.
Die erste urkundliche Erwähnung in der neueren Zeit erfolgte im Jahr 1005 unter dem damaligen Namen in villa Compendiaco, abgeleitet vom römischen Geschlechtsnamen Compendius. Später erschienen die Bezeichnungen Compengiez (1166), Compengie (1207) und noch 1248 Compesie.

Luftbild (1962)

Die neue Stadt Villeneuve wurde 1214 von Graf Thomas I. von Savoyen unter dem Namen Villanova Chillionis (la ville neuve de Chillon) auf dem Gebiet des Flecken Chillon gegründet und mit einem Freiheitsbrief ausgestattet. Damit konnten die Savoyer ihre Stellung am Ostufer des Genfersees festigen. Villeneuve entwickelte sich in der Folge rasch zu einem blühenden Handelsort und Umschlagplatz vom See- auf den Landverkehr. Es diente als savoyischer Militärhafen mit Kriegsgaleeren und einer Werft.
Im Rahmen der Burgunderkriege (1476) war Villeneuve von Plünderungszügen der Eidgenossen betroffen und wurde teilweise niedergebrannt. Das Städtchen verblieb aber im Besitz der Savoyer, verlor jedoch stark an Bedeutung. Erst mit der Eroberung der Waadt durch Bern im Jahr 1536 gelangte Villeneuve unter die Verwaltung der Landvogtei Vevey. Nach dem Zusammenbruch des Ancien Régime gehörte das Städtchen von 1798 bis 1803 während der Helvetik zum Kanton Léman, der anschliessend mit der Inkraftsetzung der Mediationsverfassung im Kanton Waadt aufging. 1798 wurde Villeneuve dem Bezirk Aigle zugeteilt.
Während der ersten Hälfte des 19. Jahrhunderts erlebte Villeneuve einen neuen wirtschaftlichen Aufschwung durch den einsetzenden Fremdenverkehr. Es war Aufenthaltsort vieler berühmter Personen, darunter Victor Hugo, Richard Wagner, Herbert Kitchener, 1. Earl Kitchener und Romain Rolland. Heute kann das Städtchen Oskar Kokoschka zu seinen Ehrenbürgern zählen.
Seit 2012 gehören die Höhenlagen der Gemeinde zum Parc naturel régional Gruyère Pays-d’Enhaut.

## Söhne und Töchter der Gemeinde
- Emile Gilliéron (1851–1924), Maler und Restaurator
- Albert Held (1865–1960), Unternehmer

## Wappen und Fahne
Beschreibung: In Gold ein blauer Adler.

## Sehenswürdigkeiten

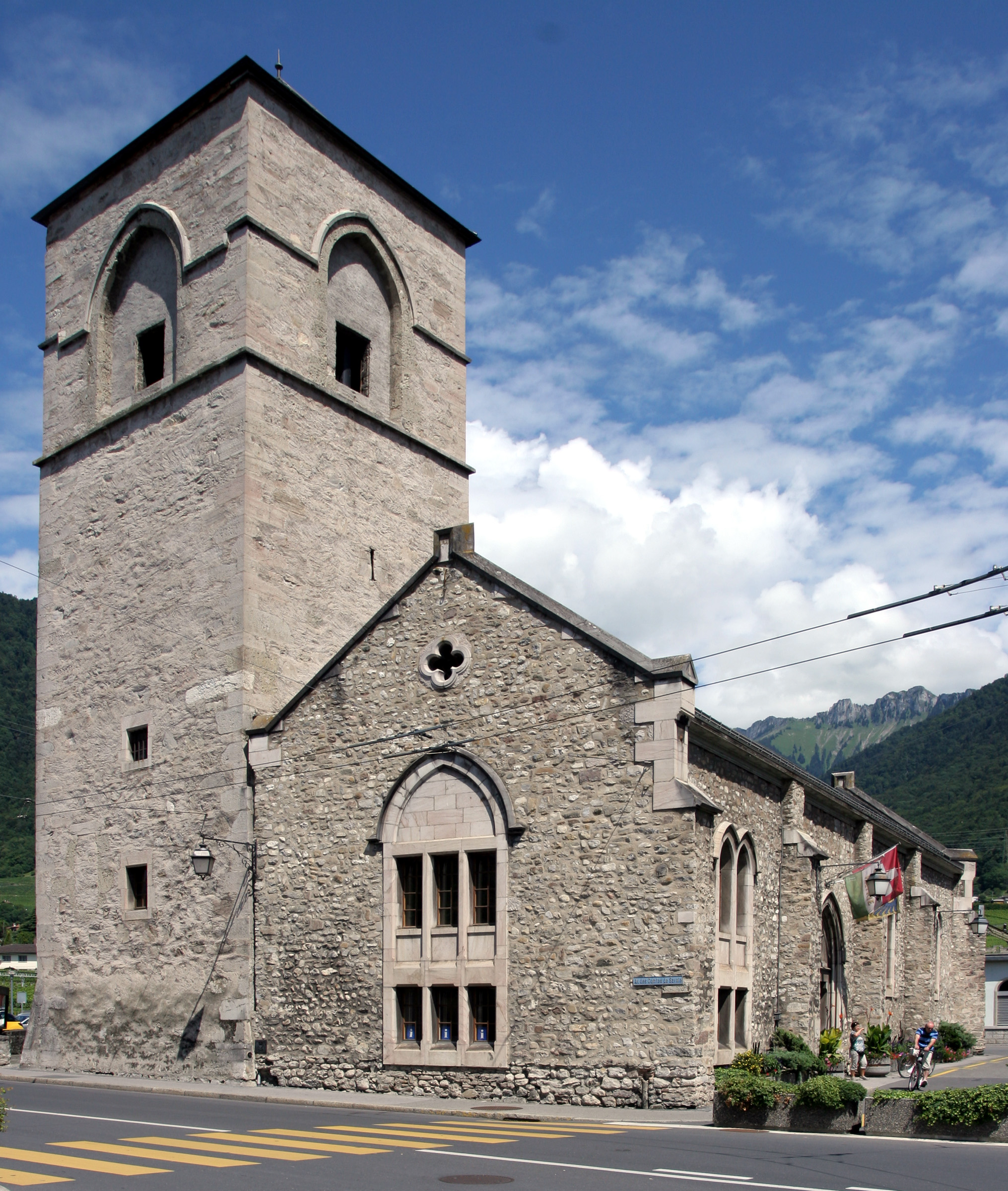
Das Stadthaus (Maison de Ville) von Villeneuve

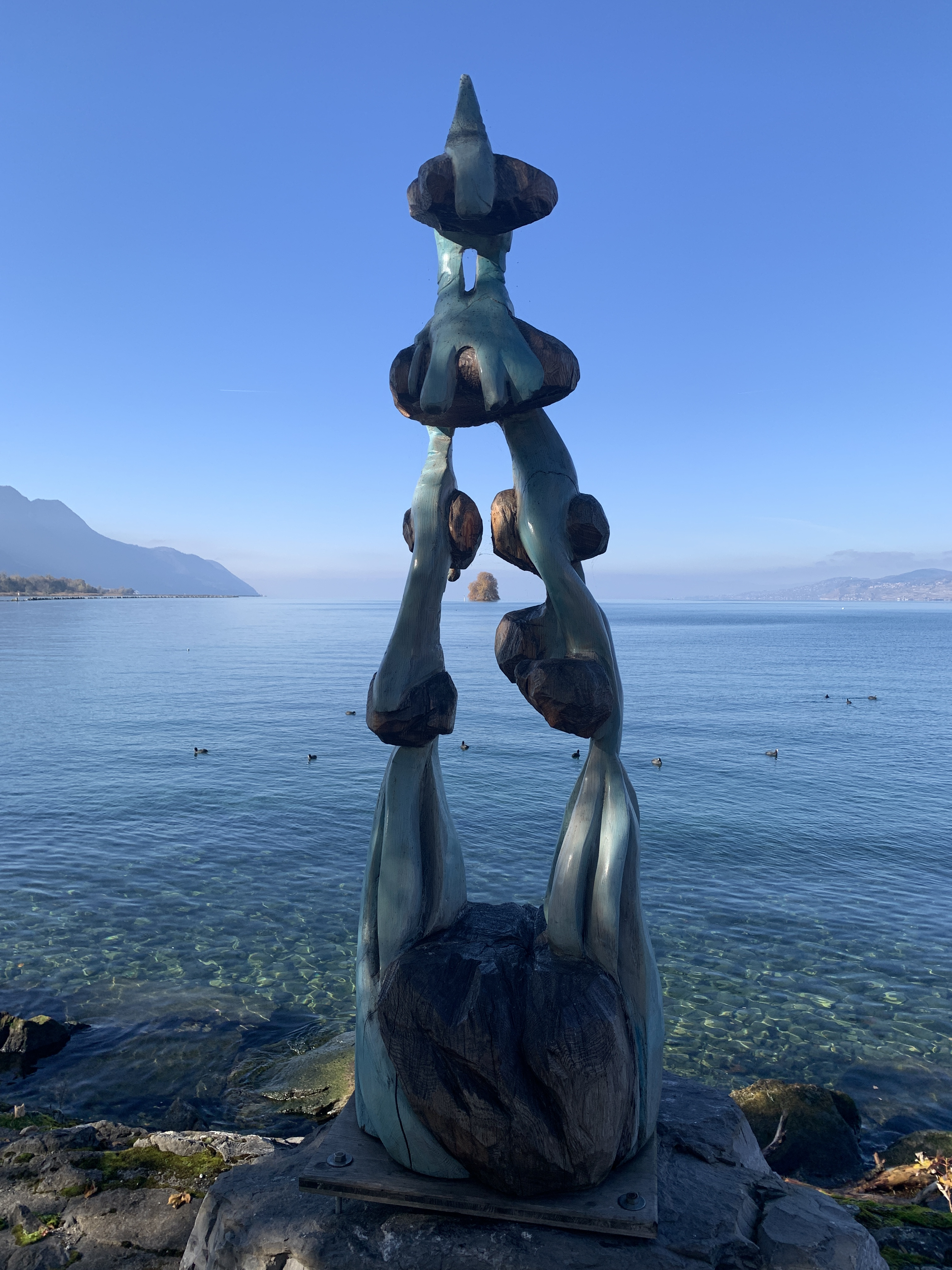
Hugues Grammont: La cascade, Villeneuve Biennale (2021)

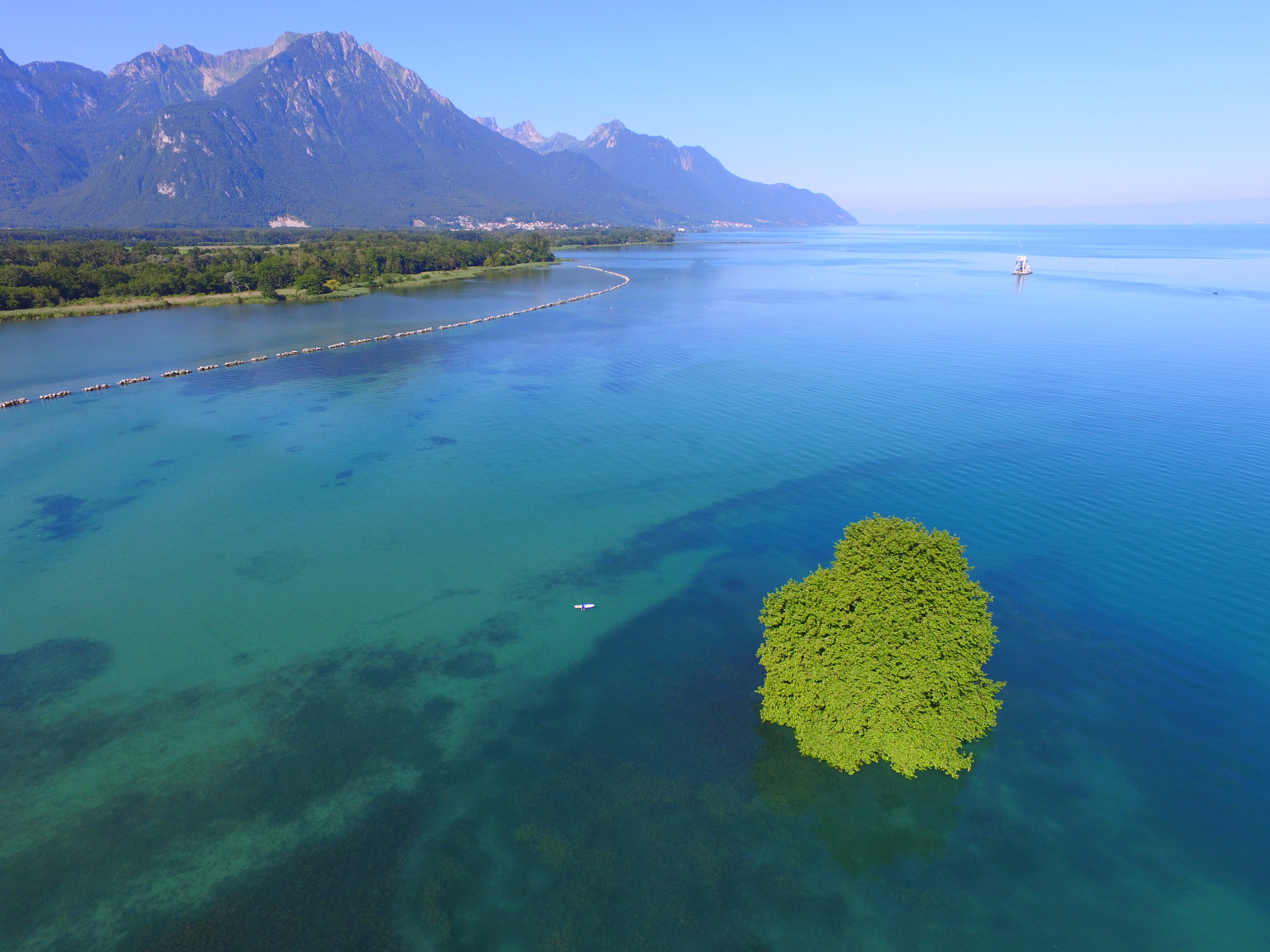
Les Grangettes und Île de Peilz, im Hintergrund Monts Grammont, Luftaufnahme (2016)

### Altstadt und Bauwerke
Villeneuve besitzt ein malerisches Ortsbild. Die historische Altstadt liegt heute rund 150 m vom Genfersee entfernt (während des Mittelalters reichte der See bis zur Siedlung) und erstreckt sich mit einer einzigen Längsachse parallel zum Seeufer. Der Stadtgrundriss umfasst eine Fläche von etwa 500 m × 100 m und zeigt mehrere kurze Quergassen. Früher war die Stadt gegen das Land durch Schanzenanlagen geschützt, von denen jedoch nur noch wenige Spuren in der Nähe der Kirche erhalten sind. Entlang der Längsachse stehen Bürger- und Weinbauernhäuser aus dem 17. bis 19. Jahrhundert.
Schon vor der Gründung des Städtchens bestand die Kirche Saint-Paul, die der Zisterzienserabtei Haut-Crêt gehörte. Nicht genau bekannt ist das Datum der heutigen Kirche, deren Hauptschiff und Seitenschiffe aus der romanischen Epoche stammen. Der Rechteckchor nach Art der Zisterzienser ist wahrscheinlich auf das frühe 13. Jahrhundert zu datieren, während der Frontturm im 15. Jahrhundert erbaut wurde.
Von dem Spital für Arme, Pilger und Kranke, das 1236 von Aymon von Savoyen gegründet wurde und über eigene Spitalklerikerärzte verfügte, ist heute einzig die ehemalige Kapelle Notre-Dame (13. Jahrhundert) erhalten. An der Stelle des Spitals steht das Hôtel de Ville (Rathaus), ein neugotischer Bau von 1874–76. Im Genfersee befindet sich vor Villeneuve die natürliche Insel Île de Peilz, nur gerade so gross, dass ein einziger Baum darauf Platz findet.

### Kunst
Alle zwei Jahre, von Juli bis Oktober, findet seit 2019 die Villeneuve Biennale, das Symposium de sculpture sur bois (Holzskulpturensymposium) am Quai von Villeneuve statt. Sie wird in Kooperation mit der Montreux Biennale ausgerichtet. Die Gemeinde Villeneuve lädt zehn Künstlerinnen und Künstler ein, vor Ort am Quai zu arbeiten. Die entstandenen Werke werden bis Ende Oktober des Jahres ausgestellt. Villeneuve ist in dieser Zeit Endstation eines 9 Kilometer langen Kunstweges, der sich aus den im Rahmen der Biennale von Montreux und Zoom artiste in Veytaux entstandenen Werken zusammensetzt.

### Natur
Im Gebirge bei den Rochers de Naye liegt der Alpengarten Rambertia.
Von Villeneuve aus führt über die Route des Saviez, links der Mündung der Eau Froide in den Genfersee, ein stellenweise befestigter Wanderweg am Seeufer entlang ins Naturschutzgebiet Les Grangettes, am Rand das Campingplatzes Les Grangettes entlang zum Grand Canal Vaudois und weiter bis nach Le Bouveret. Noch vor dem Campingplatz, unterhalb eines Feuchtbiotops, der Zone Bas Marais, befindet sich an einem Aussichtspunkt am Seeufer der Jardin instinctif des Reisefotografen Gérard Bonnet, der Kunst- und Naturholzinstallationen mit Gartengestaltung verbindet.
Ein befestigter und begehbarer Einfahrtskanal für Boote am Grand Canal Vaudois ermöglicht den Blick vom See aus auf das Bergpanorama rund um Villeneuve und Montreux, darunter die Monts-d'Arvel Grammont.
Die 1989 von Pro Natura gegründete Fondation des Grangettes bietet Vogelbeobachtungstouren an, unter anderem vom von der Fondation betriebenen Aussichtsturm, dem Grangettes-Turm. Zu sehen sind etwa Fischreiher, Eisvögel, Rohrdommeln, Biber und Zugvögel.